# Margarethe von Wied-Runkel

Margarethe von Wied als Braut, Ölgemälde von Bartholomäus Bruyn d. Ä., 1534

Gräfin Margarethe von Wied-Runkel (* um 1506/10; † 5. August 1572 in Saverne) war eine deutsche Adelige, die wegen ihrer medizinischen Kenntnisse bekannt war und für ihre unentgeltlichen ärztlichen Ratschläge geschätzt wurde.

## Leben
Margarethe von Wied-Runkel war die Tochter von Graf Johann III. von Wied-Runkel-Isenburg (* um 1475/85; † 1533) und Gräfin Elisabeth von Nassau-Dillenburg (1488–1559); ihre Eltern hatten am 1. Februar 1506 geheiratet. Margarethe war eine Nichte des Kölner Erzbischofs Hermann V. von Wied und des Münsteraner Bischofs Friedrich III. von Wied.

### Familiäre Vernetzung
Unter ihren Geschwistern waren die Äbtissin Magdalena von Wied-Runkel von Nottuln und Elten, Graf Johann IV. von Wied-Runkel († 1581) und Erzbischof Friedrich IV. von Wied von Köln. Sie war verschwägert unter anderem mit Graf Anton I. von Isenburg-Büdingen-Ronneburg-Kelsterbach, den Grafen Ludwig und Wolfgang von Stolberg-Königstein, Graf Friedrich Magnus I. von Solms-Laubach, Gräfin Katharina von Hanau-Münzenberg und dem Reichserbschenken Christoph III. Schenk von Limpurg-Gaildorf (1531–1574).
Margarethe von Wied-Runkel heiratete in erster Ehe um 1523 Junggraf Bernhard von Bentheim-Steinfurt (* um 1490/95; † 1528), Sohn von Ewerwin II. (III.) von Bentheim-Steinfurt (1466–1498), Herr zu Wevelinghoven, und Gräfin Adelheid (Aleyd) von Hoya (1475–1513). 1525 nahm ihr Vater Johann III. von Wied-Runkel für seine Tochter Margarethe ein Darlehen bei Graf Wilhelm von Nassau auf. Margarethe von Wied-Runkel war bei der Heiratsberedung 1518 die Burg Altena in Schüttorf als Wittum zugesichert worden, nach dem frühen Tod ihres Mannes wurde sie jedoch 1528 abgefunden.

### Ehe- und Witwenzeit in Blankenheim

Arnold I. von Manderscheid, Ölgemälde von Bartholomäus Bruyn d. Ä., 1534

Ihr zweiter Ehemann, den sie 1534 heiratete, war Graf Arnold I. von Manderscheid-Blankenheim (1500–1548), Sohn von Graf Johann I. von Manderscheid-Blankenheim (1446–1524), Herr zu Gerolstein (Gerhardstein), und (Verlobung 1473, ⚭ 1480) Gräfin Anna Margaretha von der Marck-Arenberg († 1542). 1546 nahmen die Eheleute Arnold von Manderscheid-Blankenheim und Margarete von Wied bei Godert (Gotthard) von Densborn, Herr zu Lindweiler, Amtmann zu Hardt, ein Darlehen über 200 Joachimstaler auf, das zu 5 % verzinst und aus den Schatzungen der Dörfer Roderath, Holzmülheim, Bouderath und Buir beglichen wurde; als Siegelzeuge fungierte Johann (Jost) von der Heyden (* um 1505; † nach 1560) zu Nechtersheim (Nettersheim), Herr zu Dalbenden, Amtmann zu Blankenheim.
Nach dem Tod ihres zweiten Ehemanns wurden als Vormünder der Grafschaft Manderscheid-Blankenheim bestellt: Eberhard von Manderscheid-Blankenheim († 1559), Archidiakon des Kollegiatstiftes St. Lubentius in Dietkirchen und Propst des Stiftes St. Paulin in Trier, ein Onkel ihrer Kinder, der Kurkölner Chorbischof Friedrich von Wied, Graf Johann IV. von Wied-Runkel und der Kurtrierer Landhofmeister Philipp I. von Winnenburg-Beilstein († 1583). Von der Grafschaft Nassau-Dillenburg, aus der ihre Mutter († 1559) stammte, wurde Margarethe von Manderscheid, geborener Gräfin von Wied-Runkel, eine Pension gezahlt. 1548 trat sie – vielleicht noch unter dem Einfluss ihrer Schwiegermutter Anna Margarete von Blankenheim geborener Gräfin von der Marck-Arenberg, die bereits 1525 evangelisch geworden sein soll, – zum Protestantismus über. Ihren lutherischen Schwager Graf Ludwig von Stolberg-Königstein-Rochefort bat sie 1550 um die Verleihung der Pfarr-Pfründe der Herrschaft Soye (Soy-lez-Durbuy) in der Grafschaft Rochefort in den Ardennen an einen ihrer Söhne.
1560 wurde Margarethes ältester Sohn Hermann von Manderscheid-Blankenheim, der die Nachfolge seines Vaters als Landesherr antrat, volljährig.

### Medizinisches Wirken in Köln
Die Gräfin lebte später in Köln, wo sie das Haus zum Scherfgin in der Breite Straße bewohnte. Ihr Bruder Friedrich von Wied residierte von 1562 bis 1567 als Erzbischof und Kurfürst in der Domstadt, und ihr Sohn Arnold (1546–1614) war Ende der 1560er Jahre Domherr in Köln.
Hermann von Weinsberg (1518–1597) berichtet von einer lebensbedrohlichen Erkrankung seiner Frau Drutgin Bars († 1573) im Spätsommer und Herbst 1567. Nachdem der Kölner Stadtarzt Bernhard Dessennius Cronenberg (1509–1574) nach einer Harnschau am 21. August ihren Tod an der „zerende krenckde“ im kommenden Winter prognostizierte, fürchtete Weinsberg, der Arzt wolle ihn in die Kosten treiben. Er wandte sich deshalb an „die greifin van Widt und Blankenhem, zum Schirfgin uff der Briderstraissen wonhaftich, ein seir erfarne frau in der medicinen, die vil leuten umbsunst half“. Drutgin Bars holte den ärztlichen Rat der Gräfin ein, „schenkte ir zu zeiten raitzichn oder ander klein verehrung“, erholte sich und konnte ihr Haus nach 22 Wochen Bettlägerigkeit am 8. Oktober das erste Mal wieder verlassen.
Die Bibliothek ihres Sohnes Graf Arnold II. von Manderscheid-Blankenheim (1546–1614, reg. 1604–1614), zu dem Hermann von Weinsberg ebenfalls Kontakt unterhielt, bestand vorwiegend aus medizinischen Handschriften, mit deren Sammlung vermutlich bereits Margarethe von Wied-Runkel begonnen hatte. In Rezeptsammlungen des Pfalzgrafen Reichard von Pfalz-Simmern (Simmern, um 1570) und seines Neffen Kurfürst Ludwig VI. von der Pfalz (Amberg, 1570–1572) wird die „Gräfin von Wied“ als Rezept-Zuträgerin genannt. Zu einem Rezept furs zittern der hennde heißt es: „Die Greuin von Wida hats Vonn Doctor Jacob Ochs gelernet, dann Hertzog Reichardt von gedachter Greuin“. Jakob Ochs († 1575) war der erste akademisch ausgebildete Mediziner (Dr. med.), von dem bekannt ist, dass er ohne Verbindung zum jülich-bergischen Herzogshof als Stadtarzt in Düsseldorf praktizierte. Bei dem Rezept Fur einen bösen magen Eusserlich zugebrauchen merkte Ludwig VI. von der Pfalz an: „Dise kunst haben wir von Hertzog Reichart Pfaltzgraffen bekhomen. Welche S: G: (= Seine Gnaden) von dero fraw Schwiger der Gräfin vonn Widt gelernet“.

### Tod in Saverne
Nach der Abdankung ihres Bruders Friedrich von Wied als Erzbischof und seinem Tod zog Margarethe von Wied-Runkel Mitte des Jahres 1572 zu ihrem Sohn Johann IV. von Manderscheid-Blankenheim, der 1569 zum Bischof von Straßburg gewählt worden war. Bischof Johann IV., der selbst in seinem Gebiet die katholische Gegenreformation unterstützte, ließ den lutherischen Pfarrer und Superintendenten Ulrich Cubicularius des Grafen Philipp IV. von Hanau-Lichtenberg aus dem 25 km entfernten Pfaffenhoffen in seine Residenzstadt Saverne (Zabern) kommen, um seiner sterbenden Mutter den Wunsch zu erfüllen, das Abendmahl sub utraque specie zu empfangen. Ihr Sohn Johann IV. ließ sie neben seinem Vater in der Manderscheider Grablege – wahrscheinlich in der „St. Margaretha-Kapelle“ der Burg Blankenheim – beisetzen.

## Nachkommen
Margarethe von Wied-Runkel und Arnold I. von Manderscheid-Blankenheim hatten folgende Nachkommen:
1. Hermann von Manderscheid-Blankenheim (1535–1604), 1558 als Kanoniker des Kölner Domstiftes nominiert,[30] 1558 immatrikulierte sich „Herm. Comes a Manderscheidt-Virnenburg et Blankenheim“ in Ingolstadt, 1559 in Padua, er resignierte als Domherr, verheiratet seit 1567 mit Juliana von Hanau-Münzenberg (1529–1595), 1584 kaiserlicher Rat Rudolfs II.
2. Odilia von Manderscheid-Blankenheim (1536–1597), verheiratet seit etwa 1561 mit Reinhard II. von Leiningen-Westerburg (1530–1584) in Westerburg
3. Johann IV. von Manderscheid-Blankenheim (1538–1592), von 1569 bis 1592 Bischof von Straßburg
4. Margareta von Manderscheid-Blankenheim (1539–1603), seit 1572 Äbtissin der Stifter Elten und Vreden. 1571 verkauften Marsilius II. von Palandt († 1606) zu Wachendorf und seine Mutter Clara Haes, Herrin zu Türnich, eine 5%ige Erbrente über jährlich 100 Goldgulden für eine Schuld von 2000 Goldgulden Hauptsumme, die sie bei Gräfin Margareta zu Manderscheid-Blankenheim aufnahmen.[31] Über Pfandforderungen aus diesem Kreditgeschäft wurde noch 100 Jahre später prozessiert.[32]
5. Elisabeth von Manderscheid-Blankenheim (1540–1598), gemeinsam mit ihrer Schwester Elsabeth im Reichsstift Essen präbendiert, 1562 Pröpstin, seit 1588 Fürstäbtissin, Grabmal in der Kirche St. Dionysius zu Essen-Borbeck
6. Eberhard von Manderscheid-Blankenheim (1542–1608),[33] Domherr seit 1562 in Straßburg,[17] 1592 dort Domküster, seit 1563 Domherr und Archidiakon in Lüttich, 1570 Nomination in Köln,[34] nach 1589 Domkeppler in Köln und Stiftspropst von St. Paulin in Trier
7. Elsabeth (Lisia) von Manderscheid-Blankenheim (1544–1586), seit 1575 Fürstäbtissin des Reichsstiftes Essen, resignierte 1578, verheiratet mit Graf Wirich VI. von Daun-Falkenstein (um 1542–1598)
8. Ursula von Manderscheid-Blankenheim (* 1545; † jung)
9. Arnold II. von Manderscheid-Blankenheim (1546–1614), 1569 Domherr zu Köln,[35] 1573 immatrikuliert in Padua,[36][17] Domherr in Straßburg und Trier, 1575 Coadjutor des Abtes von Prüm, geriet 1593 in Trier unter Hexereiverdacht,[37] resignierte 1596, heiratete 1604 Maria Ursula von Leiningen-Dagsburg-Falkenburg (1584–1649), Tochter des Grafen Emich XI. von Leiningen, Türkheim und Dagsburg (1540–1593) und der Ursula von Fleckenstein (* um 1553; † 1577), und wurde im selben Jahr nach dem Tod seines Bruders Hermann Landesherr der Grafschaft Manderscheid. Arnolds Witwe heiratete II. 1616 Ernst Friedrich zu Salm-Reifferscheidt (1583–1639).

Margarethe von Wied-Runkel ist Vorfahrin nahezu aller regierenden Angehörenden des europäischen Hochadels.